# Brianna McNeal
Brianna McNeal, nascida Brianna Rollins (Miami, 18 de agosto de 1991), é uma velocista e barreirista norte-americana, campeã olímpica e mundial dos 100 metros com barreiras.
Em 2012, disputou as seletivas norte-americanas para Londres 2012 mas não se classificou, ficando em sexto lugar; em 2013, durante o Campeonato Americano de Atletismo, quebrou o recorde nacional de Gail Devers existente desde 2000 com a marca de 12.26. Em agosto, foi campeã mundial no Campeonato Mundial de Atletismo de Moscou, derrotando a campeã olímpica de Londres e campeã mundial de Daegu 2011, a australiana Sally Pearson.
Rollins venceu as seletivas americanas para a Rio 2016 e competiu no Rio de Janeiro vencendo os 100 m c/ barreiras em 12.48 ganhando a medalha de ouro; não apenas ela venceu a prova mas suas duas compatriotas, Nia Ali e Kristi Castlin, ficaram com a prata e o bronze, fazendo desta a primeira vez que esta prova teve as três medalhistas do mesmo país e também a primeira vez que os Estados Unidos conseguiram os três lugares do pódio em qualquer modalidade do atletismo feminino em Olimpíadas.